# Reglementare bancară
Reglementarea bancară este o formă de reglementare guvernamentală care impune băncilor anumite cerințe, restricții și orientări menite să creeze transparență a pieței între instituțiile bancare și persoanele și corporațiile cu care aceștia desfășoară activități, printre altele. Ca o reglementare care se concentrează pe principalii actori de pe piețele financiare, aceasta constituie una dintre cele trei componente ale dreptului financiar, celelalte două fiind jurisprudența și practicile de piață autoreglementate.
Având în vedere interconectarea industriei bancare și dependența de economia națională (și globală) asupra băncilor, este important ca agențiile de reglementare să mențină controlul asupra practicilor standardizate ale acestor instituții. Susținătorii unei astfel de reglementări își bazează adesea argumentele pe noțiunea "prea mare pentru a eșua". Aceasta consideră că multe instituții financiare (în special băncile de investiții cu un braț comercial) dețin prea mult control asupra economiei, fără a avea consecințe enorme. Aceasta este premisa pentru salvarea guvernului, în care asistența financiară guvernamentală este acordată băncilor sau altor instituții financiare care par a fi în pragul colapsului.

## Obiective
Obiectivele reglementării bancare, precum și accentul, variază între jurisdicții. Obiectivele cele mai comune sunt:
- prudential - pentru a reduce nivelul de risc la care sunt expuși creditorii băncii (adică pentru a proteja deponenții)[2]
- reducerea riscului sistemic - pentru a reduce riscul de întrerupere ca urmare a unor condiții de tranzacționare nefavorabile pentru băncile care cauzează falimente bancare multiple sau majore[3]
- pentru a evita utilizarea abuzivă a băncilor - pentru a reduce riscul utilizării băncilor în scopuri criminale, de ex. spălării produselor infracțiunii
- pentru a proteja confidențialitatea bancară
- alocarea creditelor - pentru a direcționa creditele către sectoarele defavorizate
- aceasta poate include și reguli privind tratarea echitabilă a clienților și responsabilitatea socială a întreprinderilor.

## Cerințe

### Cerințe de capital
Cerințele de capital stabilesc cadrul în care băncile trebuie să își gestioneze capitalul în raport cu activele și riscurile asumate.
În Europa, aceste cerințe sunt inspirate din recomandările Comitetului Basel pentru Supraveghere Bancară și sunt transpuse prin Regulamentul privind cerințele de capital și Directiva privind cerințele de capital.
Cadrul Basel III introduce cerințe mai stricte privind calitatea capitalului, un raport minim de levier, amortizoare de conservare a capitalului și cerințe suplimentare pentru băncile de importanță sistemică.

### Cerința de rezervă
Cerințele de rezervă stabilesc rezerve minime de lichiditate care trebuiesc menținute de bănci pentru a susține stabilitatea financiară și capabilitatea de plată pe termen scurt. Rezervele minime obligatorii sunt stabilite de băncile centrale, însă accentul modern s-a îndreptat către adecvarea capitalului și către instrumente de supraveghere a lichidității. Astfel, rezervele minime au un rol complementar, mai degrabă decât principal.

### Cerințe de guvernanță corporativă
Guvernanța corporativă este considerată necesară pentru funcționarea instituțiilor financiare. Aceste cerințe pot include:
- separarea clară a funcțiilor de conducere și control,
- responsabilizarea organelor de conducere pentru supravegherea riscurilor,
- existența unor comitete specializate (audit, risc, remunerare),
- politici de remunerare care să descurajeze asumarea excesivă de riscuri,
- obligația ca băncile să aibă o structură organizațională transparentă și solidă,
- obligația băncii de a fi încorporată la nivel local, în loc să fie încorporată într-o jurisdicție străină.

### Cerințe de raportare financiară și divulgare
Instituțiile de credit trebuie să publice periodic informații detaliate despre situația lor financiară, nivelul riscurilor și mecanismele de control intern. Aceste cerințe sunt prevăzute în Pilonul 3 al cadrului Basel III. Raportările trebuie să fie clare, corecte și comparabile, iar managementul băncii este responsabil pentru acuratețea informațiilor publicate. În plus, autoritățile de supraveghere pot impune divulgări suplimentare în situații de risc sporit.

### Cerințe privind ratingul de credit
În anumite cazuri, băncile pot fi obligate să mențină un rating de credit emis de agenții externe de rating recunoscute (ECAI), mai ales când utilizează metoda standardizată pentru calculul cerințelor de capital pentru risc de credit. Agențiile de rating oferă investitorilor o perspectivă asupra solidității financiare și riscurilor asociate băncii. Totuși, în urma crizei financiare din 2008, a fost recunoscut riscul excesiv de dependență de aceste agenții, precum Fitch, S&P și Moody's.

### Restricții privind expunerile mari
Băncile pot fi supuse unor limite privind expunerea față de contrapărți individuale sau grupuri de contrapărți corelate. Această limitare este exprimată ca procent din activele sau capitalul propriu al băncii, iar pragurile pot varia în funcție de garanțiile existente sau de ratingul contrapărții. Scopul este prevenirea concentrării riscului și protejarea capitalului băncii.

### Restricții privind activitatea și afilierile
Pentru a limita riscul de concentrare, băncile sunt obligate să respecte limite maxime ale expunerilor față de un client sau un grup de clienți corelați.
În Uniunea Europeană, aceste reguli sunt prevăzute în Regulamentul privind cerințele de capital (CRR), care stabilește praguri stricte pentru expuneri individuale raportate la fondurile proprii ale instituției.

## Supravegherea bancară
Majoritatea jurisdicțiilor desemnează o singură autoritate publică drept supraveghetor prudențial național al băncilor:
- Administrația Națională de Reglementare Financiară din China
- Agenția pentru Servicii Financiare din Japonia
- Autoritatea de Reglementare Prudențială din Regatul Unit.

Uniunea Europeană și Statele Unite au structuri mai complexe, în care mai multe organizații dețin competențe în supravegherea bancară.

### Uniunea Europeană
Autoritatea Bancară Europeană joacă un rol în reglementarea bancară din Uniunea Europeană, dar nu este o autoritate de supraveghere bancară. În cadrul uniunii bancare (care include zona euro și țările care aderă voluntar, cum este cazul Bulgariei), Banca Centrală Europeană este centrul supravegherii bancare și colaborează cu autoritățile naționale de supraveghere bancară. Divizia de Supraveghere Bancară a BCE și autoritățile naționale competente formează Supravegherea Bancară Europeană, cunoscută și sub numele de Mecanismul Unic de Supraveghere. Țările din afara uniunii bancare se bazează pe propriii supraveghetori bancari naționali.
În România, Banca Națională a României și Autoritatea de Supraveghere Financiară se ocupă de supravegherea bancară.